# Тхілагані (Чохатаурський муніципалітет)
Тхілагані (груз. თხილაგანი) — село в Грузії.
За даними перепису населення 2014 року в селі проживає 38 осіб.